# Роксана (певица)
Роксана е българска попфолк певица.

## Биография
Родена е като Антоанета Линкова в семейство от цигански произход.
През 2010 г. от предаването „Ромски свят“ на БНТ заснемат филм за Роксана и семейството ѝ.
Награждаването става по време на концерт, организиран по случай ромската нова година – Василица.

## Музикална кариера
Роксана е сред номинираните за награда за дебют на 2011 г. на годишните музикални награди на телевизия „Планета“, които се връчват на 6 март 2012 г.
През 2014 г. Роксана участва в предаването "Къртицата".
На 1 август Роксана промотира новия си проект – „Бау“, който е с участието на Funtomas.
Роксана е сред изпълнителите, участващи в София Прайд 2023.
Певицата взима участие в петия сезон на "Hell's Kitchen".
През 2025 г. Роксана е сред участниците в 13-ия сезон на „Като две капки вода“.

## Дискография

### Студийни албуми
- За всеки има ангел (2014)[11]

## Изяви
Концерти зад граница: Белгия, Германия, Испания, Холандия, Великобритания

## Награди и отличия
- 2010 – Откритие на десетилетието[11]
- 2011 – Специална награда „Любимка на народа“ (Годишни награди на сп. „Нов фолк“)[11]
- 2012 – Грамота на Министерството на културата за принос в популяризирането на ромската култура[11]
- 2012 – Най-прогресиращ изпълнител на годината (Годишни награди на ТВ „Планета“)[11]
- 2019 – Баладичен хит за „Спомени“ (Годишни награди на FolkPlus)[12]
- 2023 – Посланик на българската музика зад граница (Music Star Awards)[13]
- 2023 – Най-добър изпълнител на живо (VIP Awards 2023)[14]
- 2023 – Кючек на годината (VIP Awards 2023)[14]
- 2024 – Балада на годината за „Не ме мисли“ (Music Star Awards)[15]